# Bathypanoploea schellenbergi
Bathypanoploea schellenbergi is een vlokreeftensoort uit de familie van de Stilipedidae. De wetenschappelijke naam van de soort is voor het eerst geldig gepubliceerd in 1983 door Holman & Watling.